# Thyca stellasteris
Espèce
Thyca stellasteris  est une espèce de petits mollusques gastéropodes de la famille des Eulimidae.

## Distribution
L'espèce est présente dans l'océan Pacifique, notamment en Indonésie,.